# Valley Township (comté de Page, Iowa)
Valley Township est un township du comté de Page en Iowa, aux États-Unis,.
Le township est nommé d'après la vallée se trouvant le long de la rivière Nodaway River (en). 

## Source de la traduction
- (en) Cet article est partiellement ou en totalité issu de l’article de Wikipédia en anglais intitulé « Valley Township, Page County, Iowa » (voir la liste des auteurs).